# Saint-Sauveur-Villages
Saint-Sauveur-Villages is een gemeente in het Franse departement Manche in de regio Normandië. De gemeente maakt deel uit van het arrondissement Coutances. Saint-Sauveur-Villages telde op 1 januari 2022 3.250 inwoners.

## Geschiedenis
Saint-Sauveur-Villages werd op 1 januari 2019 gevormd door de fusie van de gemeenten Le Mesnilbus, La Ronde-Haye, Saint-Aubin-du-Perron, Saint-Michel-de-la-Pierre, Saint-Sauveur-Lendelin en Vaudrimesnil in het kanton Agon-Coutainville en Ancteville in het kanton Coutances. Ancteville werd op 5 maart 2020 overgeheveld naar het kanton Agon-Coutainville.

## Geografie
De oppervlakte van Saint-Sauveur-Villages bedroeg op 1 januari 2022 53,7 vierkante kilometer; de bevolkingsdichtheid was toen 60,5 inwoners per km².
De onderstaande kaarten tonen de ligging van Gouville-sur-Mer, inclusief de communes déléguées, met de belangrijkste infrastructuur en aangrenzende gemeenten.

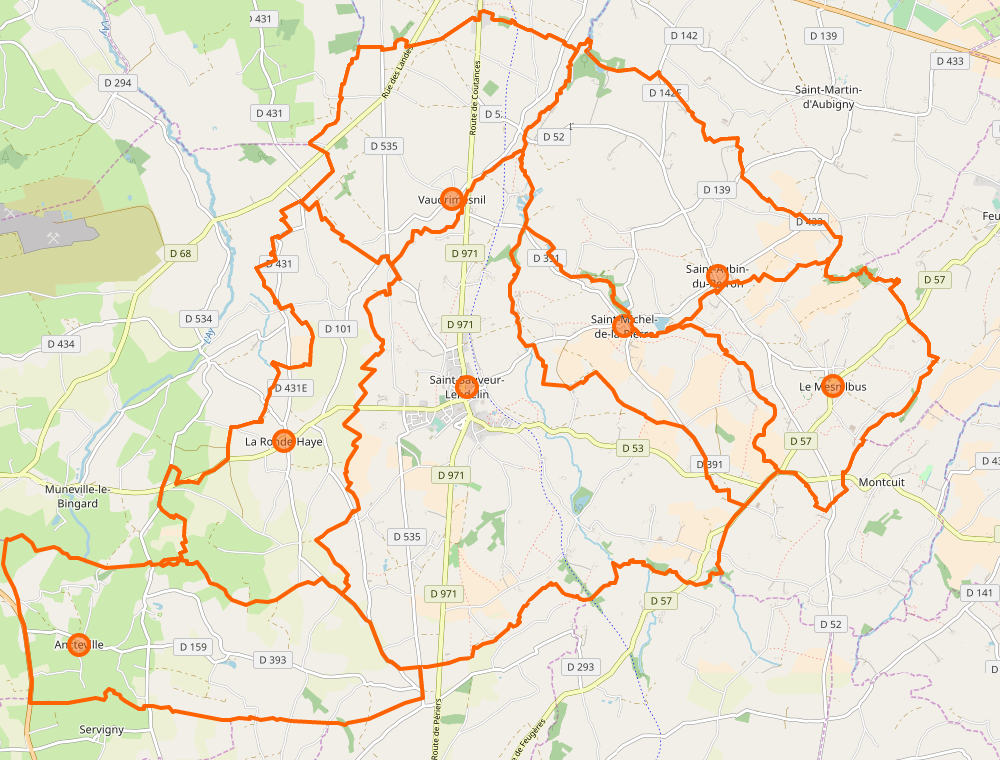

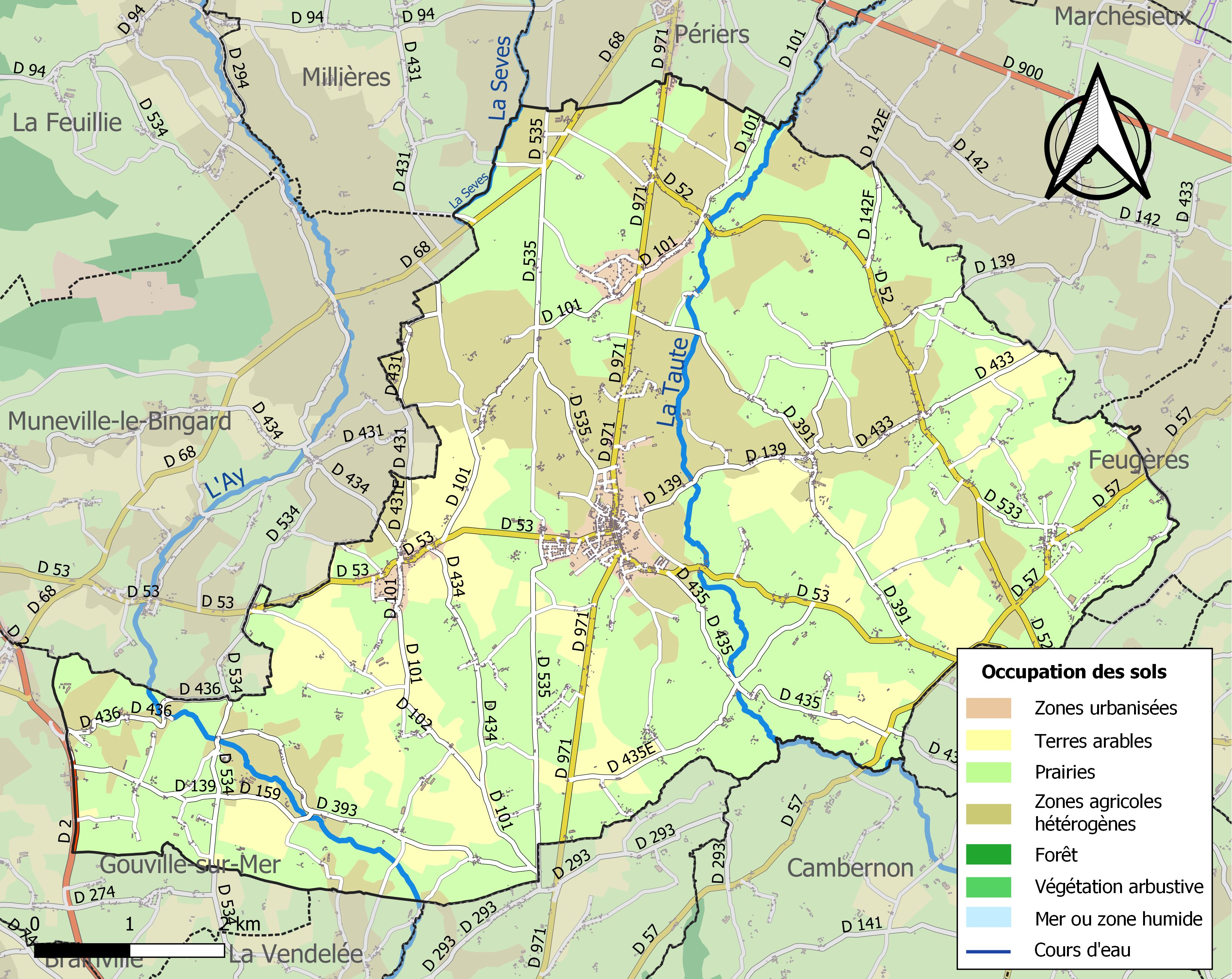

Agon-Coutainville · Auxais · Blainville-sur-Mer · Feugères · Geffosses · Gonfreville · Gouville-sur-Mer · Gorges · Hauteville-la-Guichard · Marchésieux · Montcuit · Muneville-le-Bingard · Nay · Périers · Raids · Saint-Germain-sur-Sèves · Saint-Malo-de-la-Lande · Saint-Martin-d'Aubigny · Saint-Sauveur-Villages · Saint-Sébastien-de-Raids